# テイムのバーティ子爵
テイムのバーティ子爵（英: Viscount Bertie of Thame）は、かつて存在したイギリスの子爵位。外交官フランシス・バーティが1918年に叙されたが、1954年に廃絶した。アビンドン伯爵家の分家筋であった。

## 歴史
駐伊英国大使等を歴任した外交官フランシス・バーティ(1844-1919)は、1915年6月28日にオックスフォード州におけるテイムのバーティ男爵(Baron Bertie of Thame, in the County of Oxford)に叙せられた。さらに駐仏大使退任翌年の1918年9月2日にはオックスフォード州におけるテイムのバーティ子爵(Viscount Bertie of Thame, in the County of Oxford)に昇叙した。この2つの爵位はいずれも連合王国貴族爵位であった。フランシス・バーティが叙爵からわずか1年後に没すると、爵位は息子のヴィア・フレデリックが継承した。

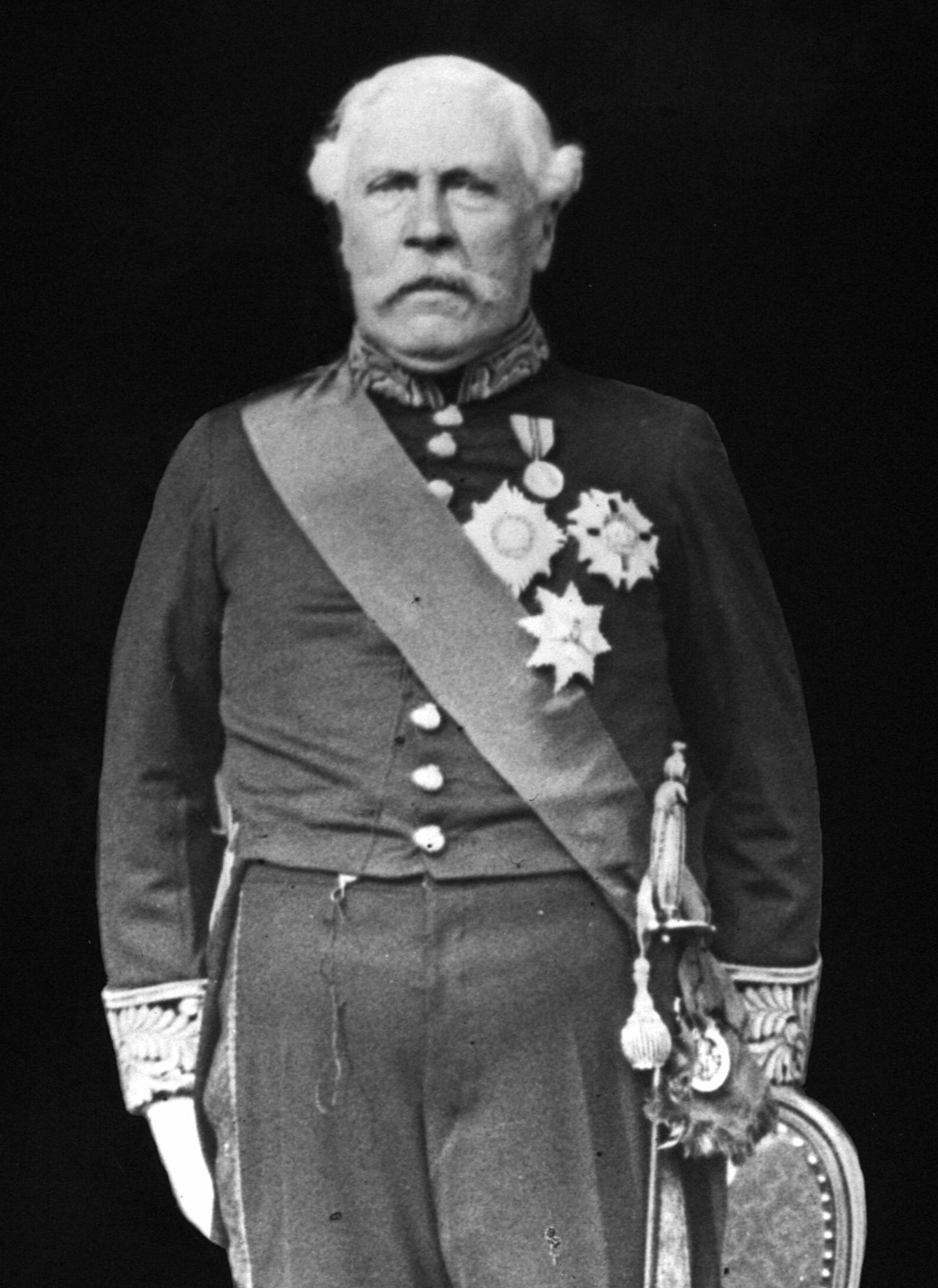
初代子爵フランシス・バーティ

2代子爵ヴィア・フレデリック(1878-1954)は法廷弁護士を務めた。彼には子がなかったため、同人の死をもって、爵位はわずか二代にして廃絶した。
なお、初代子爵は第6代アビンドン伯爵モンタギュー・バーティの次男であったため、歴代の子爵家当主はアビンドン伯爵及びリンジー伯爵の潜在的な継承権者でもあった。

## テイムのバーティ子爵（1918年）
- 初代テイムのバーティ子爵フランシス・ルーソン・バーティ（英語版） (1844-1919)
- 第2代テイムのバーティ子爵ヴィア・フレデリック・バーティ (1878–1954) (1954年にテイムのバーティ子爵位廃絶)